# Завим
«Завим»; др.-евр. זבים‬, zavim (мн. ч. от זב‬ — «человек, страдающий болезненным истечением из полового органа», букв. «текущий») — трактат Мишны, девятый в разделе «Техарот». Содержит законы о ритуальной нечистоте, возникающей у людей при появлении указанного симптома заболевания.

## Предмет рассмотрения
Постановления о лицах, страдающих патологическими истечениями из половых органов, подробно описаны в Моисеевом законе (Лев. 15). Мужчина, из полового органа которого истекают гной или слизь (симптом, особенно характерный для гонореи), признаётся ритуально нечистым. Аналогично, признаётся ритуально нечистой женщина, имеющая патологические кровотечения, не связанные с менструацией. Мужчина и женщина в таком состоянии называются, соответственно, зав (זב) и зава (זבה).
Согласно библейскому постановлению:
- всякая вещь, на которую зав сядет, ляжет или обопрётся, нечиста;
- если же кто другой сядет или ляжет на сиденье или постель зава или же понесёт вещь, употреблённую страдающим, тот нечист до вечера и, кроме того, должен выкупаться и выстирать одежду;
- если зав немытыми руками коснулся кого-либо или чего-либо, то этот человек или вещь нечисты до вечера. Глиняная посуда, к которой прикасался страдающий, должна быть разбита; любая другая должна быть вымыта в воде;
- после прекращения истечения зав отсчитывает «семь чистых дней», по окончании которых проходит процедуру очищения: он должен выкупаться в «живой» (текучей) воде, выстирать одежду и на восьмой день принести в жертву двух голубей, из которых один считается жертвой искупительной, а другой — всесожжения.[1] Для женщины процедура аналогичная, но не требует купания в проточной воде.

Мишна подробно разбирает темы, связанные с порядком признания человека завом и с его осквернительной способностью. Человек признаётся «завом», если у него было троекратное истечение в течение одного или последовательно двух или трёх дней, при этом следует отличать болезненное истечение от обычной поллюции. Особенное внимание уделяется путям передачи нечистоты зава. Кроме указанных в Торе способов передачи, добавляется ещё три новых способа, а именно:
- через «камень-покрышку» (אבן מסמא‬): если чистый человек стоит на каменной плите, а под ней стоит зав и упирается в неё, то его нечистота передаётся стоящему наверху. Также: если зав лежит на каменной плите, а под ней находятся подстилки, то они становятся нечистыми.
- через «полку» (מדף‬): зав передаёт нечистоту всему, что находится над ним, хотя бы это был бесконечный ряд предметов, расположенных один над другим.
- через «двиганье» (היסט‬), которое возможно и без непосредственного касания: нечистота передаётся, например, если зав и чистый человек, не касаясь друг друга, сидят на одной качающейся скамейке и невольно приводят друг друга в движение.

Эти постановления не имеют основания в библейском тексте и, как отмечено Л. Каценельсоном, изменяют характер закона о заве, превращая санитарное правило в религиозно-обрядовое предписание. Библейский закон исходит из гигиенической точки зрения, что патологическое выделение больного носит в себе болезнетворное начало, а к постели или сиденью его могла прилипнуть вредоносная материя, которая может затем прилипнуть к здоровому. Закон о «камне-покрышке» игнорирует гигиеническую подкладку закона; по этой галахе, нечистота зава вовсе не заключается в каких-нибудь материальных частицах, но, по-видимому, представляет нечто духовное, что может проникнуть и через каменную плиту.

## Содержание
Трактат «Завим» состоит из 5 глав и 32 параграфов.
- Первая и вторая главы определяют, в каком случае человек признаётся ритуально нечистым как зав.
- Третья и четвёртая главы касаются путей передачи ритуальной нечистоты зава.
- Пятая глава определяет, как далеко распространяется ритуальная нечистота различных видов по цепочке передачи.